# Wierzchołówka amurska
Wierzchołówka amurska (Choerades amurensis) – gatunek muchówki z rodziny łowikowatych i podrodziny Laphriinae.

## Taksonomia
Gatunek ten opisany został po raz pierwszy w 1914 roku przez F. Hermanna pod nazwą Laphria amurensis. W 1958 roku przeniesiony został przez T. Kimurę do rodzaju Epholkiolaphria, który w 2003 roku zsynonimizowany został z rodzajem Choerades przez F. Gellera-Grimma. Wierzchołówkę amurską zalicza się w obrębie rodzaju do grupy gatunków Choerades femorata-marginata. Polską nazwę zwyczajową wprowadzili w 2020 roku J. Tatur-Dytkowski i Ł.E. Mielczarek.

## Morfologia
Muchówka o ciele długości od 13 do 16 mm. Ubarwienie oskórka ma czarne. 
Głowa ma czarne szczecinki orbitalne, długie, grube i złociste szczecinki parafacialne po bokach wzgórka twarzowego, czarne i złote włoski na twarzy oraz długą brodę (mystax) złożoną ze szczecinek czarnych i złotych. Na wzgórku przyoczkowym występuje para bardzo długich i smukłych szczecinek przyoczkowych oraz para krótszych szczecinek pozaprzyoczkowych. Ryjek nie jest zwężony ani zagięty. Czułki są czarne i czarno owłosione, wykazują dymorfizm płciowy, u samca mając grubszą podstawę członu pierwszego oraz masywniejszy człon drugi niż u samicy; ponadto trzeci człon czułków u samca ma szczyt stępiony, zaś u samicy zaostrzony.
Tułów ma czarne śródplecze obficie porośnięte długimi, złocistymi szczecinkami środkowymi grzbietu, w pomiędzy które wmieszane są rzadkie włoski czarne. Włoski postpronotum są długie i czarne. Występuje po parze czarnych szczecinek przedskrzydłowych, 4 pary czarnych szczecinek nadskrzydłowych i 3 pary czarnych szczecinek zaskrzydłowych. Szczecinki śródplecowe są rzadkie, delikatne, długie, czarne, o skręconych wierzchołkach. Szczecinki tarczkowe środkowe są długie i złociste. Brzeg tarczki ma bardzo długie, nieregularne, czarne i złote owłosienie. Po bokach tułowia występuje białe oprószenie. Skrzydła są czarno podbarwione z przejrzystą nasadą i komórką marginalną. Odnóża są czarne z licznymi, długimi włoskami barwy czarnej i żółtej oraz z czarnymi szczecinkami.
Odwłok wykazuje wewnątrzgatunkową zmienność w kształcie i chetotaksji. U samca odwłok jest wydłużony, u samicy zaś maczugowaty, najszerszy na wysokości trzeciego i czwartego segmentu. Na środkowych i bocznych powierzchniach tegitów występują łaty z długich, jaskrawo złotych włosków. Hypopygium samca ma bardzo długie owłosienie. Genitalia samca nie mają płetwiastego wyrostka na szczycie gonokoksytu.

## Ekologia i występowanie
Owad ten związany jest z lasami naturalnymi i zbliżonymi do naturalnych, zawierającymi duże ilości starych i martwych drzew. Jest gatunkiem saproksylicznym. Larwy rozwijają się martwym drewnie drzew liściastych, w tym brzozy brodawkowatej, w którym to siedlisku polują na inne bezkręgowce. Owady dorosłe również są drapieżne. Spotyka się je w lasach i na ich skrajach, gdzie czatują na ofiary, przesiadując na liściach krzewów, lub też latające w pobliżu materiału lęgowego.
Gatunek palearktyczny, rozprzestrzeniony od wschodniej części Polski przez Białoruś, europejską część Rosji, Syberię Zachodnią i Wschodnią po Rosyjski Daleki Wschód, Półwysep Koreański i Japonię. Znajduje się w ekspansji w kierunku zachodnim. Pierwsze jego rekordy z Białorusi i Polski pochodzą z drugiego dziesięciolecia XXI wieku. W Polsce do 2020 roku znaleziono go w Bieszczadach, Beskidzie Niskim i Puszczy Białowieskiej.